# 호시우역
호시우역(포르투갈어: Estação Ferroviária do Rossio)은 포르투갈의 리스본 시내 중심가인 호시우 광장 인근에 위치한 역이며, 신트라 선의 시발점이다. 개통 이후 오랜 기간 리스본의 중앙역 역할을 하였지만, 1954년 호시우 터널의 전철화가 시작되면서 모든 장거리 열차의 운행이 산타아폴로니아 역으로 옮겨가게 되고, 호시우 역에는 신트라 선을 운행하는 단거리 열차만 남게 되었다. 리스본 지하철 아줄 선에 위치한 헤스타우라도르스(포르투갈어: Restauradores) 역과 연결되어 있다.
건축적 측면에서 호시우 역의 파사드는 16세기 포르투갈에서 유행하던 마누엘 양식을 낭만주의적으로 재창조한 신마누엘 양식의 모습을 보여준다. 여기에 말발굽 두 개를 겹친 모양의 입구와 조그만 시계탑, 풍부한 조각 장식이 특징이다. 한편 플랫폼은 파사드와는 경사로로 연결되며, 벨기에 회사가 주철로 지은 지붕으로 덮여있다. 이러한 신마누엘 양식과 주철건축의 표본으로써 가치를 인정받아, 포르투갈 정부 산하 건축 및 고고유산 관리협회(포르투갈어: Instituto de Gestão do Património Arquitectónico e Arqueológico)에 의해 1971년 공익건축물(포르투갈어: imóvel de interesse público)로 지정된다.

## 같이 보기
- 오리엔트역
- 리스본 지하철